# Ferdi Karmelk
Ferdinand (Ferdi) Karmelk (Amsterdam, 1 juni 1950 – Ibiza, 20 augustus 1988) was een Nederlands gitarist, onder meer bij Wild Romance.
Ferdi Karmelk speelde van 1965 tot 1967 in de groep James Mean, aanvankelijk als gitarist en later ook als zanger, nadat zanger Michel van Dijk naar Les Baroques was overgestapt. Karmelk speelde in 1967 in Tee Set en volgde in 1968 Van Dijk naar Les Baroques, dat in 1970 opging in Island en vervolgens in Bismarck (1970-1971).

## Wild Romance
In 1975 speelde Karmelk enige tijd bij Vitesse. Herman Brood speelde later ook in Vitesse en begon in 1976 Wild Romance. Karmelk volgde Peter Bootsman op als gitarist van Wild Romance. In 1977 werd Karmelk op zijn beurt vervangen door Dany Lademacher. In het voorjaar van 1979 kreeg Karmelk een relatie met Nina Hagen, die op dat moment in Nederland verbleef om mee te werken aan de Herman Brood-film Cha Cha van Herbert Curiël. Karmelk trad daarna tevens toe tot de nieuwe begeleidingsband van Hagen en componeerde twee nummers voor haar album NunSexMonkRock (1982): Smack Jack en Dread Love. Samen met twee andere oudgedienden uit Wild Romance, bassist Freddie Cavalli en drummer Kees Meerman, ging Karmelk daarna verder als The Managers. De band maakt één single: Sometime Man (1982). 
Karmelk was verslaafd aan heroïne en overleed op 38-jarige leeftijd aan aids. Hij had met Nina Hagen een dochter, Cosma Shiva Hagen (1981).